# Communion (phim 1989)
Communion (tạm dịch: Hiệp Thông) là bộ phim kinh dị khoa học viễn tưởng của Mỹ năm 1989 dựa trên cuốn sách cùng tên của Whitley Strieber ra mắt vào năm 1987. Với sự tham gia diễn xuất của Christopher Walken và Frances Sternhagen, phim kể câu chuyện về một gia đình nọ vừa trải qua hiện tượng ngoài Trái Đất khi đang đi nghỉ tại một ngôi nhà hẻo lánh ở vùng hoang dã mà người cha bị bắt cóc và cuộc đời của họ đã thay đổi kể từ đó. Theo Strieber, câu chuyện này vốn là lời tường thuật ngoài đời thực về cuộc gặp gỡ của chính ông với "những vị khách ngoài hành tinh", do Walken đóng vai tác giả.

## Cốt truyện
Năm 1985, tác giả Whitley Strieber (Walken) ở New York sống cùng vợ và con ở Manhattan và xem chừng công thành danh toại. Tuy vậy, ông hay bị đánh thức vào ban đêm bởi những giấc mơ hoang tưởng rằng có người khác đang ở trong phòng mình.
Trong một chuyến đi đến ngôi nhà nhỏ của gia đình trong rừng, vào đêm đầu tiên, chuông báo có kẻ đột nhập được kích hoạt và Strieber bất chợt nhìn thấy một khuôn mặt đang quan sát ông ấy từ ngưỡng cửa. Ánh sáng rực rỡ lấp đầy cửa sổ ngôi nhà và đánh thức con trai ông và hai người bạn khác trong gia đình nhưng vợ ông vẫn ngủ say.
Bị chuyện này quấy rầy, tất cả họ đều quay trở về New York và cuộc sống dường như trở lại bình thường nhưng Strieber nhận thấy rằng công việc và đời tư của mình đang bị ảnh hưởng bởi những cơn ác mộng lặp đi lặp lại và thị kiến về những sinh vật ngoài hành tinh kỳ lạ bao gồm chủng Xám, bác sĩ chủng màu xanh dương và chủng loài hình bọ. Điều này khiến con trai ông khó chịu và gây căng thẳng cho cuộc hôn nhân của Strieber. 
Sau khi xảy ra sự cố tại ngôi nhà của họ khiến Strieber tin rằng có những sinh vật ngoài hành tinh trong nhà đến nỗi ông rút súng ra và suýt bắn chết vợ mình, và dấu hiệu cho thấy con trai của Strieber đang bắt đầu có những ảo tưởng tương tự, cuối cùng ông ấy bị thuyết phục tới gặp bác sĩ tâm thần chuyên về liệu pháp thôi miên hồi quy (Sternhagen).
Liệu pháp xác nhận rằng Strieber có thể đã bị những sinh vật vô danh bắt cóc và tiến hành các thí nghiệm lên cơ thể mình thế nhưng ông ấy vẫn tỏ ra nghi ngờ về điều đó và miễn cưỡng tham gia một buổi trị liệu nhóm của những 'người bị bắt cóc' cùng chung cảnh ngộ.
Sau cùng, Strieber nhận ra mình phải đối mặt với những điều trông thấy của bản thân, có thật hay không, và đành quay trở lại ngôi nhà nhỏ mà dường như đã xảy ra hầu hết biến cố nơi đây. Ông tương tác với những sinh vật ngoài hành tinh và nhận ra rằng đã tiếp xúc với họ cả đời mình và nó được truyền lại từ cha của Strieber và ông ấy sẽ truyền lại cho con trai mình.
Làm lành với gia đình, Strieber chấp nhận những vị khách ngoài hành tinh như một phần cuộc sống của mình và trong cảnh phim cuối cùng cho thấy ông đang ngồi trong văn phòng của mình và ôm lấy khuôn mặt của một người ngoài hành tinh 'Xám'.

## Diễn viên
- Christopher Walken vào vai Whitley Strieber
- Lindsay Crouse vào vai Anne Strieber
- Frances Sternhagen vào vai Tiến sĩ Janet Duffy
- Andreas Katsulas vào vai Alex
- Joel Carlson vào vai Andrew Strieber

## Đón nhận
Communion nhận được phản ứng chủ yếu là tiêu cực và bị chính Strieber chỉ trích do miêu tả không thực tế về mình. Phim bị coi là thất bại về doanh thu phòng vé. Trên Rotten Tomatoes, bộ phim có xếp hạng tán thành 33% dựa trên 12 bài phê bình, với điểm đánh giá trung bình là 4,6/10.
Một số nhà phê bình khen ngợi màn diễn xuất của Walken là điểm sáng trong phim. Tờ Los Angeles Times tán dương khả năng diễn xuất của anh này là "tuyệt vời" và nói thêm: "Walken tỏa sáng, mang đến cho chúng ta một người đàn ông thông minh, tài năng bị mắc vào một cơn ác mộng và lo sợ cho sự tỉnh táo của mình".

## Âm nhạc
Bản nhạc trong phim do Eric Clapton sáng tác, dù không có album nhạc phim chính thức nào được phát hành. Năm 2010, phần ca khúc chủ đề chính Main Theme và kết thúc cuối phim End Credit được phát hành bởi nhà soạn nhạc phim và cựu nghệ sĩ guitar Steve Bartek của nhóm Oingo Boingo.